# 笹尾秀子
笹尾 秀子（ささお ひでこ、生年不詳 - 1938年6月20日）は、日本の婦人伝道師、牧師夫人。笹尾鉄三郎の妻である。笹尾秀とも表記される。
島根県能義郡広瀬町(現、島根県安来市)の森山家に生まれる。
1897年（明治30年）10月、島根県松江市赤山の日本伝道隊の宣教師バークレー・バックストンの元で修養していた笹尾鉄三郎と結婚する。
1898年（明治31年）5月に夫と共に上京し、東京四谷に住む。1899年（明治32年）、淡路の福長に滞在して、夫鉄三郎の親友河辺貞吉のフリーメソジスト教会の活動を、夫と共に助ける。
1901年（明治34年）、中田重治らが中央福音伝道館を設立する際に移り住む。後に、淡路町の伝道館に移る。
東洋宣教会の聖書学院が東京府柏木に移転すると、柏木に移り住む。近所に内村鑑三一家が住んでいた。
1908年（明治41年）、東洋宣教会の鈴鹿正一の娘・美和（9歳で夭折）を養女に迎える。
1914年（大正3年）12月30日、夫鉄三郎が病死する。
1931年（昭和6年）、日本伝道隊に関わり深かったG・ブレスウェイトが赤坂で伝道していたが、ブレスウィトが亡くなると、未亡人と長男バーハム・ブレイスェイトが伝道を続けた。
笹尾は宮村伊三郎と共にブレスウエイト親子に協力し、赤坂教会の設立に関わる。1938年に中風で死去するまで赤坂教会の伝道師として働く。墓所は雑司ヶ谷霊園。